# Murdered Love
Murdered Love é o oitavo álbum de estúdio da banda P.O.D., lançado a 9 de julho de 2012.

## Faixas
1. "Eyez" (com Jamey Jasta de Hatebreed) — 2:47
2. "Murdered Love" (com Sick Jacken de Psycho Realm) — 3:45
3. "Higher" — 3:22
4. "Lost in Forever" — 4:06
5. "West Coast Rock Steady" (com Sen Dog de Cypress Hill) — 3:05
6. "Beautiful" — 3:53
7. "Babylon the Murderer" — 4:19
8. "On Fire" — 3:44
9. "Bad Boy" — 3:18
10. "Panic & Run" — 3:16
11. "I Am" — 5:10

## Desempenho nas paradas musicais
| Parada musical (2012)                           | Posição |
| ----------------------------------------------- | ------- |
| Estados Unidos - Christian Albums               | 1       |
| Estados Unidos - Hard Rock Albums               | 2       |
| Estados Unidos - Modern Rock/Alternative Albums | 2       |
| Estados Unidos - Rock Albums                    | 2       |
| Estados Unidos - Billboard 200                  | 17      |

## Créditos
- Sonny Sandoval − Vocal
- Wuv Bernardo − Bateria, percussão, guitarra rítmica, vocal de apoio
- Traa Daniels − Baixo, vocal de apoio
- Marcos Curiel − Guitarra, programação, vocal de apoio